# Красный космос
«Красный космос» — визуальная новелла в аниме-стилистике, разработанная российской студией Dreamlore Games и выпущенная компанией «Акелла» в 2007 году для Windows. Действие игры разворачивается в альтернативном будущем, в котором СССР не распался, а холодная война перешла в прямые столкновения в космосе. Игрок выступает в роли капитана космического корабля, который попадает в малоизученный сектор космоса и стремится вернуться домой. Игра получила отрицательные отзывы критиков.

## Игровой процесс
«Красный космос» является визуальной новеллой в аниме-стилистике. Игрок выступает в роли капитана космического корабля, который перемещается по кораблю, разбитому на десяток локаций, и общается с различными неигровыми персонажами. Время от времени капитан удаляется в свою каюту, чтобы сделать пометку в бортовом журнале; в этот момент игрок может сохраниться.
Периодически игрок должен делать выбор, который повлияет на концовку игры. В частности, в середине прохождения игрок будет должен вычислить предателя, подорвавшего двигатель корабля, на основе перекрёстного допроса. При этом в игре нет вещественных доказательств, только свидетельства персонажей, а настоящий предатель выбирается игрой случайным образом в начале каждого прохождения.
В игру в качестве мини-игры встроена предыдущая визуальная новелла Dreamlore Games — «Книга мёртвых». Также в качестве мини-игр выступают карточный дурак и головоломки с числовыми последовательностями.
В отличие от многих других игр жанра, в игре отсутствуют эротические сцены. Все диалоги в игре озвучены.

## Сюжет
Действие игры разворачивается в 2150 году в альтернативной реальности, в которой СССР не распался, а включил в свой состав большую часть Европы, включая Германию и Чехию. Холодная война между СССР и США перешла в прямые боестолкновения в космическом пространстве.
Игрок выступает в роли капитана космического корабля «Юрий Андропов», в экипаж которого входит грузин, немец, чешка, двое русских и андроид. Получив серьёзные повреждения в результате неудачной стычки, корабль по приказу командования скрывается в гиперпространстве, в результате чего попадает в малоизученный сектор космоса, где сталкивается с инопланетянами. Задача игрока — вернуться домой.

## Разработка и выпуск
«Красный космос» была разработана российской студией Dreamlore Games, сотрудники которой ранее разработали игру «Книга мёртвых: Потерянные души», считающуюся первой российской игрой в аниме-стиле. Руководителем проекта выступил Александр Щербаков, в прошлом — игровой журналист и PR-менеджер. По словам Александра, поскольку «Книга мёртвых» многократно окупила свой скромный бюджет, это вселило в разработчиков надежду, что спрос на подобные игры на российском рынке есть.
При создании персонажа-андроида разработчики ориентировались на Рей Аянами из франшизы «Евангелион» и на Ванессу Шнайдер из компьютерной игры P.N.03, а капитан корабля задумывался похожим на Шеридана из сериала «Вавилон-5». Дизайн многих роботов отсылает на франшизы «Макросс» и «Роботек».
Игра была анонсирована в 2006 году и выпущена в 2007 году на двух компакт-дисках, издателем выступила компания Акелла.
В ноябре 2024 года издатель Dreamlore и разработчик Febrvvm анонсировали ремейк «Красного космоса» — он должен выйти в начале 2025 года.

## Критика
| Сводный рейтинг       | Сводный рейтинг |
| Агрегатор             | Оценка          |
| --------------------- | --------------- |
| «Критиканство»        | 37/100          |
| Русскоязычные издания |                 |
| Издание               | Оценка          |
| Absolute Games        | 35 %            |
| Gameplay              | 0/5             |
| «Игромания»           | 5/10            |
| «ЛКИ»                 | 40 %            |
| «НИМ»                 | 3,3             |

«Красный космос» получила отрицательные отзывы критиков; средний балл игры на агрегаторе рецензий «Критиканство» составляет 37 из 100.
Многие журналисты отмечали новизну жанра визуальной новеллы для российской игровой индустрии. Константин Говорун, главный редактор «Страны игр», отмечал: «„Красный космос“ хороша не сама по себе, а как явление, как первопроходец на рынке интерактивных новелл в России»
Сценарий получил неоднозначные отзывы критиков. Константин Говорун из «Страны игр» похвалил работу сценариста, отметив, что «он не разжёвывает сюжет, а показывает людей в разных ситуациях и предлагает геймеру самостоятельно разобраться в том, что они собой представляют», при этом его коллега Алексей Дубинский отметил, что игре не удалось раскрыть советский антураж: «если бы сторонами конфликта были заявлены на СССР и США, а Императорская Румыния и Демократическая Республика Майя, игру бы это не затронуло ни на йоту». Кирилл Волошин из «Игромании» тоже заметил, что «вызывающая (в хорошем смысле) заявка [сюжета] оказалась дутой», посчитав сюжет игры вторичным и унылым, заключив: «Dreamlore опять не хватает очевидных вещей — таланта и чувства юмора». Игорь «aFex» Артёмов в рецензии для Absolute Games также отметил клишированность сюжета. Владимир Пуганов из «Навигатора игрового мира» счёт сюжет скучным, а харакетр персонажей отсутствующим. Роман Летец из журнала «Лучшие компьютерные игры» отметил, что в игре есть интрига и атмосфера, но её портят невыразительные герои и белые пятна в сюжете.
Графика игры получила низкие оценки. Люся в рецензии для журнала «Мой компьютер игровой» раскритиковала чрезмерное использование образов известных франшиз и рисовку игры: «глаза, смотрящие в разные стороны, корявые тени и топорный дизайн задников — все признаки халтуры на месте». Владимир Пуганов раскритиковал дизайн фонов. Георгий Чекан в рецензии для Gameplay описал графику игры как «ужасные бездарные спрайты на таких же задниках».
Звуковой дизайн также был раскритикован. Алексей Дубинский назвал звук бедноватым, отметив, что озвучке членов экипажа не хватало национальных акцентов. Роман Летец назвал диалоги «бездушно озвученными».